# Donna Leon – Stille Wasser
Stille Wasser ist ein deutscher Fernsehfilm von Sigi Rothemund aus dem Jahr 2019, der auf dem gleichnamigen Roman von Donna Leon basiert. Es handelt sich um die 26. und zugleich letzte Episode der ARD-Kriminalfilmreihe Donna Leon mit Uwe Kockisch als Commissario Brunetti in der Hauptrolle.

## Handlung
Nach einem Kreislaufkollaps erholt sich Commissario Brunetti auf der Insel Sant’Erasmo. Dort lernt er den Bienenzüchter Davide Casati kennen, der schon seinen Vater gut kannte. Doch nach einem Sturm wenige Stunden nach ihrer Unterhaltung findet ihn Brunetti tot in der Lagune. Weil Casati zu Lebzeiten sehr wasseraffin und bis zuletzt sehr vital war, vermutet der Commissario ein Verbrechen. Schließlich hatte sich der Bienenzüchter mit seinem Nachbarn, einem Gemüsebauern, oft gestritten, weil dessen Pestizide seine Bienen vergiften würden. Brunetti erklärt sich selbst für diensttauglich, um in dem Fall, der ihm sehr nahe geht, zu ermitteln.
Brunetti bekommt heraus, dass ein Unternehmen, die GCM Holding, 1992 illegal Fässer mit Sondermüll in der Lagune entsorgt hat. Dabei war Casati beteiligt und verbrannte sich den Rücken bei einem Unfall schwer.
Patrizia Minati gab einem Journalisten den Hinweis auf die illegale Entsorgung. Auch wenn im Boden keine Verseuchung festzustellen war, gab Casati vor, dass eine Bodenprobe kontaminiert gewesen sei. Seine Tochter, Federica Casati, war erbost darüber, auf vermeintlich kontaminiertem Boden aufgewachsen zu sein. Sie stieß ihren Vater während eines Streits von einem Steg, woraufhin er in das Wasser fiel, sich in einem Fischernetz verfing und starb.
Das Unternehmen übergibt Fotos von der Tat an Brunetti. Dieser zerreißt die Fotos, damit Federica Casati nicht ins Gefängnis muss und ihr Sohn nicht ohne Mutter aufwächst. Am Ende fordert Brunetti Graziano Barbieri, Head of Legal Affairs der GCM Holding, auf, die Fässer heben zu lassen. Dieser willigt ein, einen anonymen Tipp zu geben, sodass der Ruf der GCM Holding nicht beschädigt wird.
Am Ende verabschieden Brunetti und seine Frau ihren Sohn Raffi am Flughafen auf dem Weg in sein Auslandssemester.

## Hintergrund
Stille Wasser wurde vom 11. April 2018 bis zum 16. Juni 2018 zeitgleich mit der 25. Episode Ewige Jugend in Venedig und auf der venezianischen Insel Sant’Erasmo gedreht, die im Film „San Erasmo“ genannt wird. Die Bienen-Aufnahmen wurden bei der Imkerei Miele di Sant’Erasmo di Mavaracchio Elio gemacht.
Die Erstausstrahlung auf Das Erste fand am 25. Dezember 2019 zur Hauptsendezeit statt. Am 3. Januar 2020 erschien die Episode gemeinsam mit dem vorhergehenden Fall Ewige Jugend durch die Universum Film als Krimi-Edition auf DVD.
Obwohl bereits vor der Ausstrahlung von Stille Wasser angekündigt worden war, dass es die letzte Folge der Serie sein würde, geht dies aus der Handlung nicht unmittelbar hervor. Als Andeutungen verstanden werden können allenfalls Hinweise auf Brunettis fortschreitendes Alter und seine angeschlagene Gesundheit, die offenbar mit einer gewissen Amtsmüdigkeit des Commissarios einhergehen. Diese Handlungselemente sind allerdings auch in Leons Buchvorlage enthalten. Anders als die TV-Serie wird die Buchserie bis auf Weiteres fortgesetzt.
Stille Wasser ist die erste Folge der Serie, die ohne Mitwirkung des Schauspielers Michael Degen entstanden ist. Zur Begründung wird erwähnt, dass der von Degen verkörperte Vice Questore Patta derzeit mit seinem Sohn auf dem Jakobsweg unterwegs sei.

## Kritik
Die Redakteure der TV Spielfilm fanden, der „tiefgründige Fall vor pittoresker Kulisse“ „kommt gewohnt gemächlich daher, greift aber wieder mal ernste Themen wie Umweltverschmutzung und Arbeiterausbeutung auf“.